# Lancy
Lancy – szwajcarskie miasto i gmina (fr. commune; niem. Gemeinde) w kantonie Genewa.

## Demografia
W Lancy mieszka 33 989 osób. W 2020 roku 35,1% populacji gminy stanowiły osoby urodzone poza Szwajcarią.

## Transport
Przez teren miasta przebiegają autostrada A1 oraz drogi główne nr 103 i nr 104.

## Sport
Znajduje się tutaj stadion Stade de Genève.